# Pròpolis

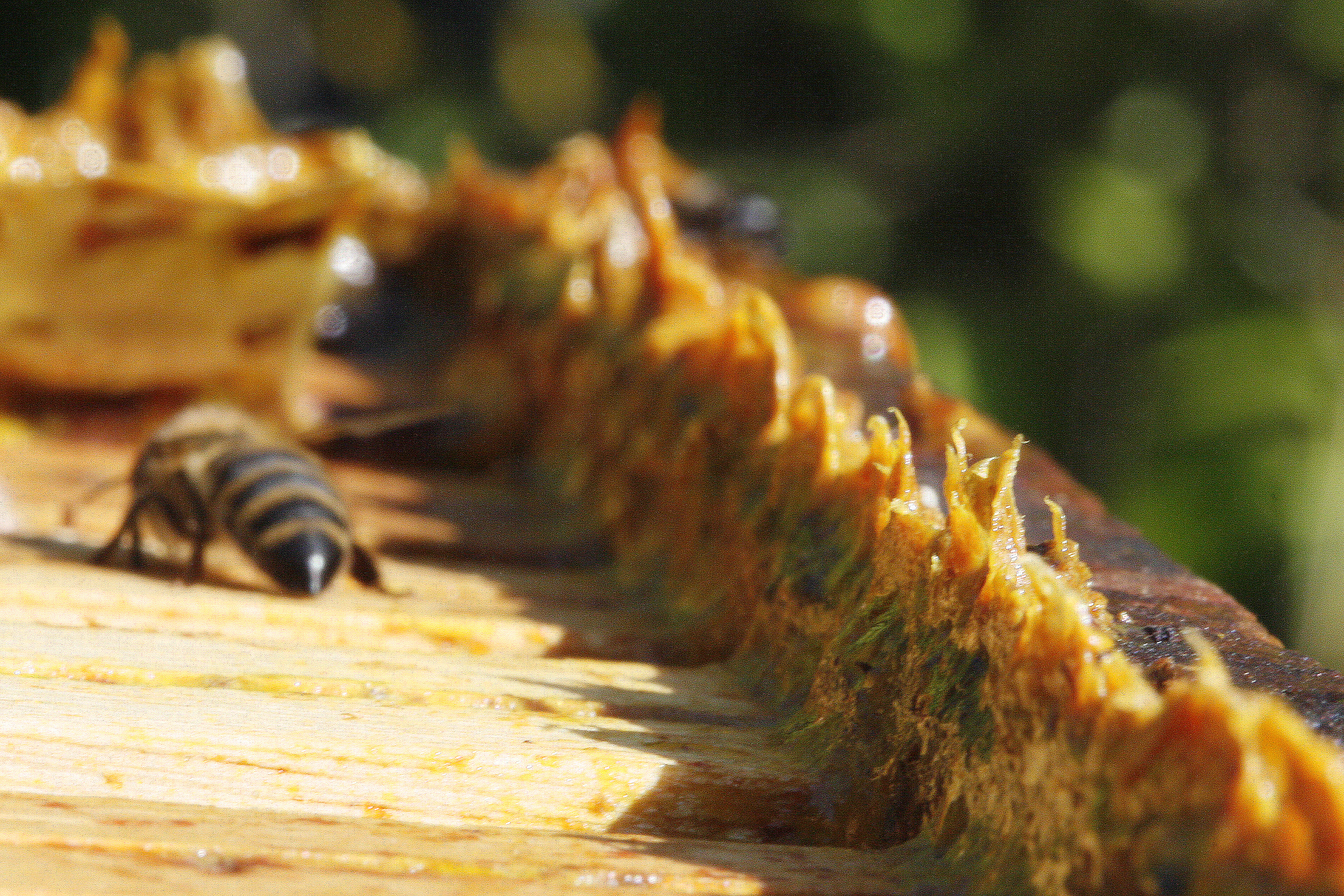
Pròpolis

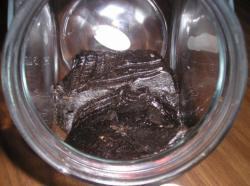
Pròpolis

La pròpoli o pròpolis (del grec πρόπολις 'davant la ciutat', és a dir, 'primers barris que hom troba en arribar a una ciutat', 'suburbi') és una substància resinosa feta per les abelles amb diverses utilitats.
Les abelles obtenen la pròpolis dels borrons de diverses espècies d'arbres pi, castanyer, roure, etc., i la barregen amb cera. Dins del rusc és utilitzat per tapar qualsevol forat o embalsamar els cossos d'insectes o petits animals com ratolins que hagin entrat al rusc i les abelles no siguin capaces de treure. Amb pròpolis les abelles enganxen les tapes del rusc, per exemple, per tal que quedi immobilitzat.
En l'antiguitat ja s'usava la pròpolis en cosmètica i actualment és un producte molt valorat, per la qual cosa s'introdueixen en el rusc alguns dispositius perquè les abelles l'omplin d'aquesta substància i es pugui recollir fàcilment.

## Propietats de la pròpolis
- Composició aproximada: 30% de ceres, 60% de resines i bàlsams i 5% d'olis essencials.
- Antibiòtic natural
- Cicatritzant
- Immunoestimulant